# Turnerova chata
Turnerova chata (německy Thurnerhütte, Turnerhütte) je jediná veřejně přístupná chata v I. zóně Národního parku Šumava. Stojí na pravém břehu řeky Vydry u ústí Zhůřského potoka mezi Antýglem a Čeňkovou pilou, uprostřed naučné stezky Povydří.

## Historie
Česky též Turnerská či Turnéřská chata. Původní dřevěná stavba, nazvaná zprvu Thurnerhütte podle cestářského mistra Thurnera, který v letech 1864–1867 k usnadnění svozu těženého dřeva postavil silnici Povydřím od Čeňkovy Pily směrem na Antýgl. Podle knižního průvodce Šumavou  z roku 1888 tu cestář se ženou v „menším srubu“ hostil kolemjdoucí: „Tento domek, zvaný také „Thurnerhütte“, má neobyčejně romantickou polohu, pročež musíme být zmíněnému muži zavázáni díkem, že týž právě zde zřídil pár stolů a lavic k oddechu turistům.“
Později dalo město Kašperské Hory, jemuž od středověku patřily okolní lesy, na místě cestářova přístřešku postavit hájovnu, která zároveň poskytovala občerstvení a nocleh, a tak se stala oblíbeným cílem turistů. Její kapacita s rozvojem turistiky přestávala stačit, proto už v roce 1914 stál na jejím místě roubený hostinec s ubytováním, který patřil k nejnavštěvovanějším místům na Šumavě.
Tato typická šumavská stavba však v roce 1932 vyhořela. Chata byla obnovena v letech 1938–1939 ve stejném stylu, nicméně rozšířena o přístavby. V roce 1940 chata podle dostupných pramenů "znovu padla za oběť plamenům". Hostinec byl údajně během druhé světové války uzavřen. Po skončení války byl provoz chaty obnoven. Chata je dodnes jedním z nejvyhledávanějších výletních míst Šumavy.